# Dracy-lès-Couches
Pour les articles homonymes, voir Dracy (homonymie) et Couches.
Dracy-lès-Couches est une commune française située dans le département de Saône-et-Loire, en région Bourgogne-Franche-Comté.

## Géographie
Village viticole.

### Hydrographie
Par Dracy-lès-Couches passe la ligne de partage des eaux qui traverse la Saône-et-Loire.

### Climat
Pour des articles plus généraux, voir Climat de la Bourgogne-Franche-Comté et Climat de Saône-et-Loire.
En 2010, le climat de la commune est de type climat océanique dégradé des plaines du Centre et du Nord, selon une étude du Centre national de la recherche scientifique s'appuyant sur une série de données couvrant la période 1971-2000. En 2020, Météo-France publie une typologie des climats de la France métropolitaine dans laquelle la commune est exposée à un climat océanique altéré et est dans une zone de transition entre les régions climatiques « Lorraine, plateau de Langres, Morvan » et « Bourgogne, vallée de la Saône ».
Pour la période 1971-2000, la température annuelle moyenne est de 10,4 °C, avec une amplitude thermique annuelle de 17,2 °C. Le cumul annuel moyen de précipitations est de 863 mm, avec 12,2 jours de précipitations en janvier et 7,5 jours en juillet. Pour la période 1991-2020, la température moyenne annuelle observée sur la station météorologique de Météo-France la plus proche, « St-Maurice-lès-Couches_sapc », sur la commune de Saint-Maurice-lès-Couches à 2 km à vol d'oiseau, est de 11,5 °C et le cumul annuel moyen de précipitations est de 803,5 mm. 
La température maximale relevée sur cette station est de 40,4 °C, atteinte le 12 août 2003 ; la température minimale est de −16,7 °C, atteinte le 20 décembre 2009,,.
Les paramètres climatiques de la commune ont été estimés pour le milieu du siècle (2041-2070) selon différents scénarios d'émission de gaz à effet de serre à partir des nouvelles projections climatiques de référence DRIAS-2020. Ils sont consultables sur un site dédié publié par Météo-France en novembre 2022.

## Urbanisme

### Typologie
Au 1er janvier 2024, Dracy-lès-Couches est catégorisée commune rurale à habitat dispersé, selon la nouvelle grille communale de densité à sept niveaux définie par l'Insee en 2022.
Elle est située hors unité urbaine et hors attraction des villes,.

### Occupation des sols
L'occupation des sols de la commune, telle qu'elle ressort de la base de données européenne d’occupation biophysique des sols Corine Land Cover (CLC), est marquée par l'importance des territoires agricoles (71 % en 2018), en diminution par rapport à 1990 (76 %). La répartition détaillée en 2018 est la suivante : prairies (45,3 %), forêts (25,7 %), zones agricoles hétérogènes (19,1 %), cultures permanentes (5,3 %), zones urbanisées (3,3 %), terres arables (1,3 %). L'évolution de l’occupation des sols de la commune et de ses infrastructures peut être observée sur les différentes représentations cartographiques du territoire : la carte de Cassini (XVIIIe siècle), la carte d'état-major (1820-1866) et les cartes ou photos aériennes de l'IGN pour la période actuelle (1950 à aujourd'hui).

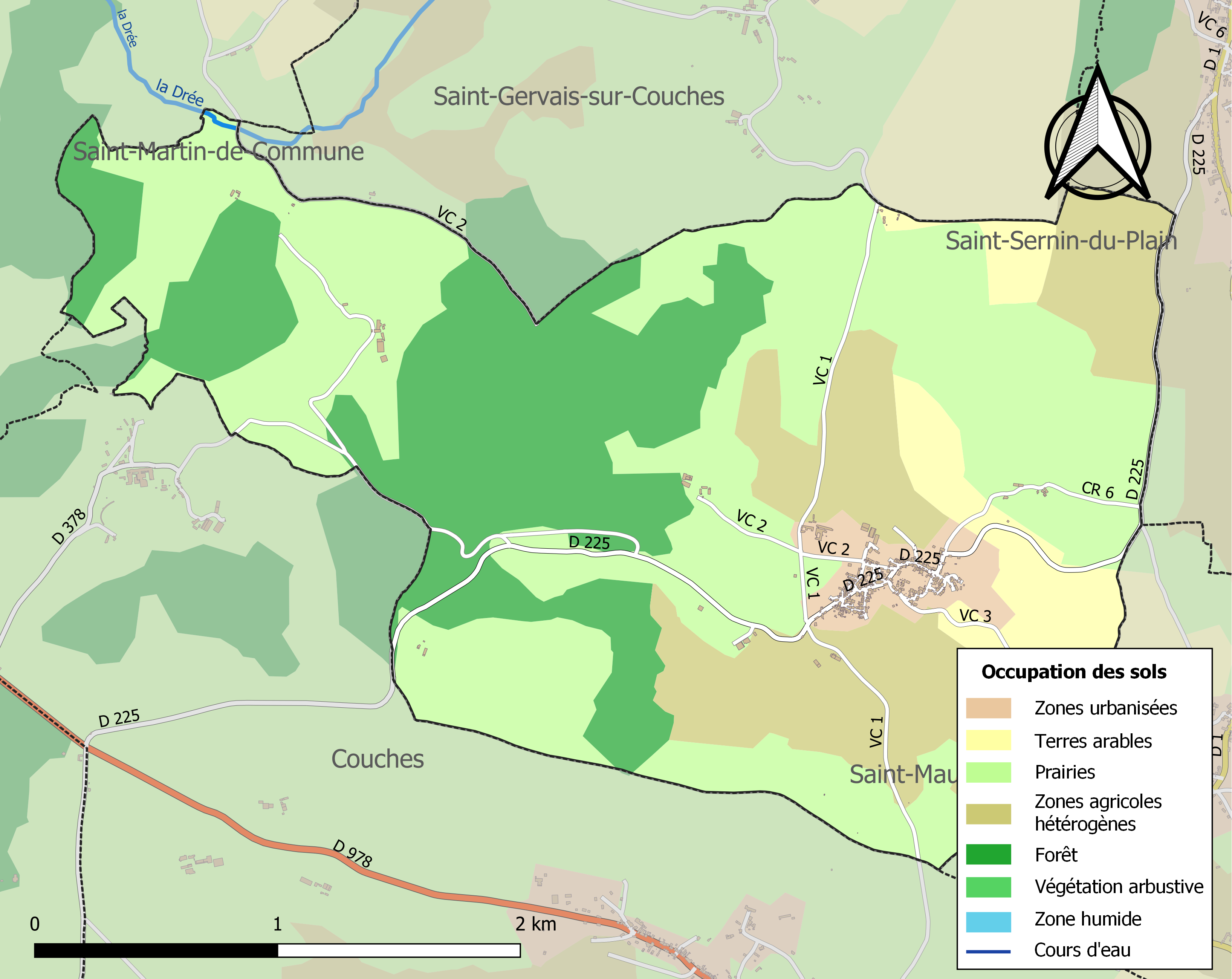
Carte des infrastructures et de l'occupation des sols de la commune en 2018 (CLC).

## Histoire
Avant la Révolution, Dracy et Saint-Maurice-lès-Couches disposaient d'une église et d'un cimetière communs, situés à mi-chemin entre les deux localités.

## Politique et administration
| Période                                  | Période               | Identité            | Étiquette | Qualité |
| ---------------------------------------- | --------------------- | ------------------- | --------- | ------- |
| avant 1995                               | ?                     | Roger Nectoux       |           |         |
| mars 2001                                | mars 2008             | Gérard Beuslin      |           |         |
| mars 2008                                | ?                     | Georges Budin       |           |         |
| ?                                        | août 2021 (démission) | Nicolas Muller      |           |         |
| octobre 2021                             | en cours              | Magali Rouch-Paulin |           |         |
| Les données manquantes sont à compléter. |                       |                     |           |         |

## Démographie
L'évolution du nombre d'habitants est connue à travers les recensements de la population effectués dans la commune depuis 1793. Pour les communes de moins de 10 000 habitants, une enquête de recensement portant sur toute la population est réalisée tous les cinq ans, les populations de référence des années intermédiaires étant quant à elles estimées par interpolation ou extrapolation. Pour la commune, le premier recensement exhaustif entrant dans le cadre du nouveau dispositif a été réalisé en 2008.

En 2022, la commune comptait 152 habitants, en évolution de +1,33 % par rapport à 2016 (Saône-et-Loire : −1,06 %, France hors Mayotte : +2,11 %).
| 1793 | 1800 | 1806 | 1821 | 1831 | 1836 | 1841 | 1846 | 1851 |
| ---- | ---- | ---- | ---- | ---- | ---- | ---- | ---- | ---- |
| 516  | 556  | 606  | 632  | 676  | 793  | 808  | 809  | 814  |

| 1856 | 1861 | 1866 | 1872 | 1876 | 1881 | 1886 | 1891 | 1896 |
| ---- | ---- | ---- | ---- | ---- | ---- | ---- | ---- | ---- |
| 809  | 805  | 819  | 799  | 782  | 752  | 702  | 682  | 612  |

| 1901 | 1906 | 1911 | 1921 | 1926 | 1931 | 1936 | 1946 | 1954 |
| ---- | ---- | ---- | ---- | ---- | ---- | ---- | ---- | ---- |
| 646  | 602  | 534  | 392  | 337  | 312  | 281  | 239  | 240  |

| 1962 | 1968 | 1975 | 1982 | 1990 | 1999 | 2006 | 2008 | 2013 |
| ---- | ---- | ---- | ---- | ---- | ---- | ---- | ---- | ---- |
| 220  | 218  | 178  | 217  | 184  | 183  | 174  | 171  | 154  |

| 2018 | 2022 | - | - | - | - | - | - | - |
| ---- | ---- | - | - | - | - | - | - | - |
| 155  | 152  | - | - | - | - | - | - | - |

## Culture locale et patrimoine

### Lieux et monuments
- Le château de Dracy-lès-Couches, des XIVe et XVe, restauré au XIXe, sur motte féodale.
- L'église Saint-Maurice (reconstruite en partie) : chœur roman, peintures murales exécutées en 1875 par un peintre italien[19].
- Route de Mazenay.
- Carrières.
- Le "Glou Glou Miam Miam", café rural, convivial, chambrette, depuis 2022.

Les vignobles de la côte chalonnaise et du couchois.

### Héraldique
| Blason de Dracy-lès-Couches | Blason  | D'azur à deux bandes ondées abaissées d'argent, accompagnées en chef à senestre d'une tête coupée de cheval d'argent, bridée de gueules ; au franc-quartier d'or chargé d'une grappe de raisin de pourpre, tigée et feuillée au naturel. |
| Blason de Dracy-lès-Couches | Détails | Le statut officiel du blason reste à déterminer. |

## Pour approfondir